# Ginko Abukawa-Chiba
Ginko Chiba (Prefectura de Akita, Japón, 25 de febrero de 1938) es una gimnasta artística japonesa, medallista de bronce olímpica en el concurso por equipos en Tokio 1964.

## Carrera deportiva
En el Mundial de Praga 1962 gana el bronce por equipos, quedando tras las soviéticas y checoslovacas.
Dos años después, en las Olimpiadas celebradas en Tokio en 1964 consigue el bronce en el concurso por equipos, quedando situadas en el podio de nuevo tras las soviéticas y checoslovacas, y siendo sus compañeras de equipo: Toshiko Shirasu-Aihara, Keiko Ikeda, Taniko Nakamura, Kiyoko Ono y Hiroko Tsuji.